# Proasellus bagradicus
Proasellus bagradicus és una espècie de crustaci isòpode pertanyent a la família dels asèl·lids.

## Distribució geogràfica
Es troba a l'Àfrica del Nord: Tunísia.